# Копоть-Журавницкая, Елена Фёдоровна
Елена Фёдоровна Копоть-Журавницкая (1525 — ?) — поэтесса, по мнению некоторых историков, первая украинская.

## Биография
Родилась в 1525 году на Волыни, дочь шляхтича или мещанина Фёдора Копотя, жена шляхтича, поэта Ивана Марковича Журавницкого (ок. 1525 — 1589).
Вместе с мужем жила и работала в Вильно, Луцке и его поместьях в городах Теслугов и Журавники. Муж Елены боролся с произволом, вымогательством и грабежами местных и королевских феодалов. Однако ему самому пришлось убить королевского секретаря Балтазара Гневоша в селе Свинюхи (ныне Очеретное), за что он был казнён по приказу короля в Варшаве. Похоронен в Теслугове, где сохранились надгробие поэта и остатки принадлежащего ему замка.
Журавницкая писала на староукраинском языке. Считается автором песни про татарский плен «Волыночка», песни-стихотворения «Ой мне жаль», баллады «Петрусь» и сатирического стихотворения «Кто идет мимо, стань на годину» (Хто йдеш мимо, стань [на] годину). Исследователи творчества супругов Журавницких предполагают совместное авторство последнего произведения.
Известно, что она жила в 1575 году, когда у неё произошла публичная ссора с Анной из Борзобагатых-Красенских — женой брата его мужа — Александра. Из-за этой ссоры в 1576 году состоялся суд.
Дата смерти поэтессы неизвестна.